# Cincinnatia vanhyningi
The seminole siltsnail hoặc seminole spring snail (Cincinnatia vanhyningi)là một loài động vật chân bụng trong họ Hydrobiidae. Nó là loài đặc hữu của Hoa Kỳ.